# Lassina Diabaté
Lassina Diabaté (Bouaké, 1974. szeptember 16. –) elefántcsontparti labdarúgó-középpályás.
Az elefántcsontparti válogatott tagjaként részt vett az 1998-as, a 2000-es és a 2002-es afrikai nemzetek kupáján.